# Fyzikální depozice z plynné fáze
Fyzikální depozice z plynné fáze (anglicky Physical Vapour Deposition, zkratka PVD) je označení skupiny technik vakuové depozice tenkých vrstev. Společným znakem těchto technik je skutečnost, že se zpravidla vychází z pevného substrátu (na rozdíl od technik chemické depozice, kdy jsou reaktanty v plynné fázi).
Mezi tyto techniky patří:
- Vakuové napařování
- Depozice elektronovým svazkem
- Pulsní laserová depozice (PLD)
- Naprašování

Výše jmenované povlakovací procesy probíhají ve vakuu či kontrolované atmosféře při tlacích 10−4 až 100 Pa.